# Toeletta mattutina nell'antica Roma
Gli antichi romani, dopo il risveglio mattutino, non avevano l'abitudine di dedicare molto tempo alla toeletta, a cui invece riservavano parte della giornata, di solito nel dopopranzo, recandosi alle terme. Le eccezioni a questi comportamenti erano rappresentate dai romani più ricchi che potevano disporre di piccole terme private in casa e di un barbiere domestico.

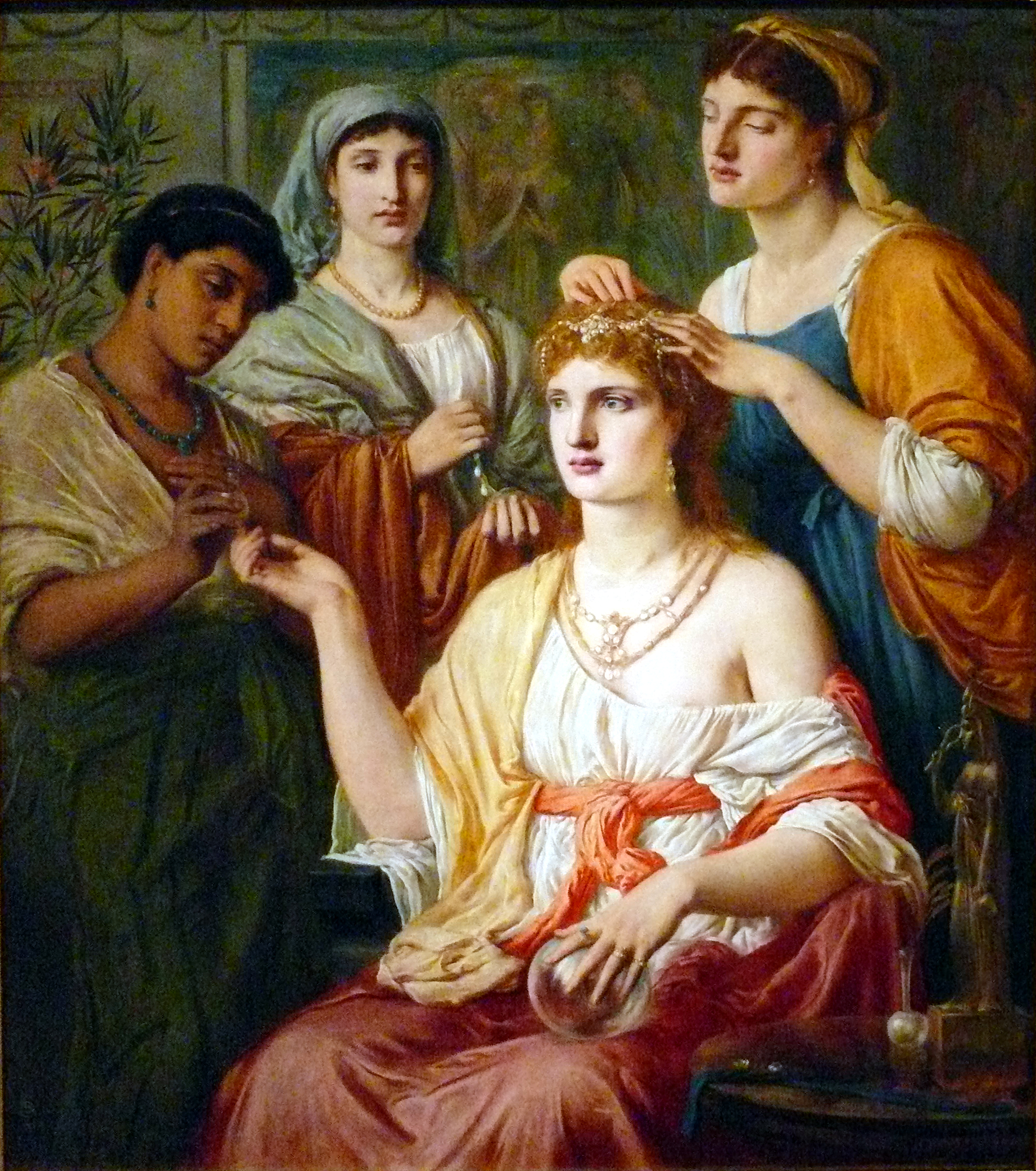
Toeletta della matrona romana

## Il risveglio
Molto noto l'epigramma di Marziale che si lamenta di non poter dormire quanto vuole quando risiede a Roma. Invero i romani avevano l'abitudine di svegliarsi molto presto, quasi prima dell'alba. Come accade in un villaggio di campagna, prima del sorgere del sole erano tutti in strada affaccendati in rumorose mansioni. I ricchi cercavano di isolarsi dal rumore rifugiandosi negli ambienti della domus più lontani dalla strada, ma anche lì un nugolo di schiavi, svegliati all'alba dal suono di una campana, muniti di secchi d'acqua, di strofinacci (mappae), di scale e pertiche con in cima spugne imbevute per raggiungere i punti più in alto da pulire, di scope (scopae), sono affaccendati nelle rigorose e accurate pulizie della casa. Plinio il Giovane, memore di questi fracassi mattutini, si era fatto costruire la propria stanza da letto separata da un lungo corridoio dalle stanze dove trafficavano i servi.

## Le elucubrazioni
Ma anche senza i rumori quotidiani interni o esterni i romani si alzavano molto presto sia per profittare delle ore di luce, essendo l'illuminazione serale molto scarsa, sia per abitudine consolidata. Anche coloro che amavano indugiare a letto vi rimanevano non oltre l'ora terza che in estate coincideva circa alle ore otto del mattino. Anche costoro poi erano svegli da tempo e rimanevano a letto a ripensare e a meditare sulle loro occupazioni alla luce del lucignolo di stoppa e cera, il lucubrum. A lucubrare (elucubrare) quindi i raffinati intellettuali romani, Cicerone, Plinio il Giovane e il Vecchio, Orazio, Marco Aurelio passavano il tempo del loro primo risveglio prima di alzarsi.

## Il letto
Una volta svegli, i romani non dediti alle elucubrazioni, di solito, uscivano subito di casa senza indugiare nella stanza da letto che offriva poche comodità, essendo in genere al buio e senza finestre; quando eccezionalmente le aveva, essendo senza vetri, erano chiuse da imposte che non lasciavano vie di mezzo: o tutte aperte o tutte chiuse. Pochi oggetti costituivano il mobilio della stanza: una cassa per i vestiti o i denari, raramente una sedia, il vaso da notte e naturalmente il letto fatto di cinghie incrociate sulle quali poggiava un materasso e un cuscino, che per i poveri era riempito di fieno o foglie di canna, per i ricchi di lana o addirittura in piume di cigno.
Il letto era senza lenzuola: ci si copriva con delle trapunte o un copriletto: del resto i romani non avevano l'abitudine di spogliarsi completamente prima di andare a dormire: di solito ci si liberava del mantello e ci si metteva a letto. Ai piedi del letto c'era di solito un tappeto (toral) su cui poggiare i piedi nudi al risveglio perché i romani non usavano calze sia che calzassero le soleae (una specie di sandali da frate, una suola legata con lacci al piede) o le crepidae (sandali di cuoio intrecciato) o caligae (sandali (militari) formati da due pezzi di pelle identici, sagomati per creare tante strisce che avvolgevano il piede e chiusi da due lacci di pelle simili alle stringhe odierne potevano essere chiodati per utilizzi extraurbani ) o i calcei (stivaletti chiusi da lacci di cuoio).
La camera da letto poteva essere condivisa tra marito e moglie (lectus genialis), ma chi poteva permetterselo utilizzava camere da letto separate per marito e moglie.

## La toeletta
Calzatisi e vestitisi con un pratico amictus, dopo aver bevuto un bicchiere d'acqua, i romani erano pronti a dedicarsi ai loro affari. Quanto all'igiene della persona non se ne preoccupavano al mattino poiché sapevano che a questa avrebbero dedicato molto tempo alla fine del pomeriggio recandosi al balneum pubblico o privato o alle terme pubbliche.
Molto raro era il caso che i romani si lavassero dopo svegli, il sapone non era conosciuto e tutt'al più facevano come dice Ausonio in una sua ode: «Schiavo, su via! Dammi le scarpe e il mio mantello. Portami l'amictus che mi hai preparato, perché devo uscire. E versami l'acqua per lavarmi le mani, la bocca e gli occhi.»
Se l'igiene del corpo era approssimativa sembra che invece fosse comune l'abitudine di lavarsi i denti al mattino sfregandoli (defricare) con una polvere (dentifricium) in genere costituita da bicarbonato di sodio. Plinio usava una sua ricetta personale molto elaborata che annoverava tra i componenti cenere di testa di lepre, cenere di denti d'asina e pietra pomice.
Le matrone avevano a loro disposizione catini, specchi di rame, d'argento o di vetro ricoperto di piombo e potevano disporre di una personale vasca da bagno (lavatio) potendo così fare a meno dei bagni pubblici.

## Iltonsor
La cura della persona era completata affidandosi al tonsor, il barbiere, privato e costoso per i più ricchi, o pubblico che nella sua bottega o all'aperto in strada, tagliava capelli e sistemava barbe. Nel II secolo d.C. l'esigenza per i più raffinati di recarsi più volte al giorno dal barbiere fa sì che le loro botteghe diventino luogo d'incontro per oziosi, secondo alcuni:
secondo altri invece la moltitudine che s'incontra nella tonsorina dall'alba sino all'ora ottava ne fa un luogo d'incontro, di pettegolezzi, di scambio di notizie, un vero variegato salotto di varia umanità, tanto che diversi pittori dal secolo di Augusto in poi ne fanno oggetto dei loro quadri come già avevano fatto gli Alessandrini.
Per questo loro indefessa attività rimuneratrice sempre più richiesta, diversi tonsores si arricchirono e divennero rispettabili cavalieri o proprietari terrieri come Marziale nei suoi Epigrammi o Giovenale nelle sue Satire spesso riferiscono ironizzando sugli ex-barbieri arricchiti.
La bottega del tonsor è così organizzata: tutt'intorno alle pareti gira una panca dove siedono i clienti in attesa del loro turno, alle pareti sono appesi degli specchi sui quali i passanti controllano la propria condizione pilifera, al centro uno sgabello su cui siede il cliente da riordinare coperto da una salvietta, grande o piccola, oppure da un camice (involucrum). Attorno si affannano il tonsor e i suoi aiutanti (circitores) per tagliare o sistemare i capelli secondo la moda che in genere è quella dettata dall'imperatore in carica. Le acconciature degli imperatori da Traiano in poi, almeno così come risulta dalla monete, fatta eccezione per Nerone che dedicava particolare attenzione alla chioma, in genere seguivano quella dell'imperatore Augusto che non amava perdere troppo tempo ad acconciarsi con capelli troppo lunghi o riccioluti.
All'inizio del II secolo quindi i romani si accontentavano di una sistematina a base di qualche colpo di forbice (forfex) che di solito aveva delle lame unite da un perno al centro con degli anelli alla base, non molto efficiente per un taglio uniforme, a giudicare dalle scalette che sfregiavano la capigliatura così come nota Orazio prendendo in giro se stesso:
Per evitare questo rischio i più ricercati preferiscono farsi arricciare i capelli come faceva Adriano e suo figlio Lucio Cesare e il figlio di questi, Lucio Vero, che sono rappresentati nelle loro effigi con capelli inanellati da abili tonsores che si servivano alla bisogna di un ferro (calamistrum) scaldato al fuoco. La moda divenne prevalente tra i giovani e purtroppo anche tra uomini anziani che volevano servirsi dei riccioli per nascondere la pelata ma, come li sferza Marziale, bastava un colpo di vento per far riapparire «...il cranio nudo tutto circondato da filacce di nuvoli ai suoi lati... Ah se tu vedessi la miseria assoluta di una calvizie capelluta!»
Non si contano poi le prese in giro dei poeti satirici romani nei confronti di quelli che si facevano tingere i capelli, profumare e che si facevano applicare finti nei (splenia lunata).
Tra le cure del barbiere la prima era quella di curare o radere le barbe portate abitualmente dai romani sull'uso greco sino agli ultimi tempi della Repubblica quando già con Scipione l'Emiliano (185 a.C. - 129 a.C.), si preferisce avere il mento rasato. Cesare e Augusto considerano una trascuratezza non avere il volto ben rasato ogni giorno.

### Il taglio della barba

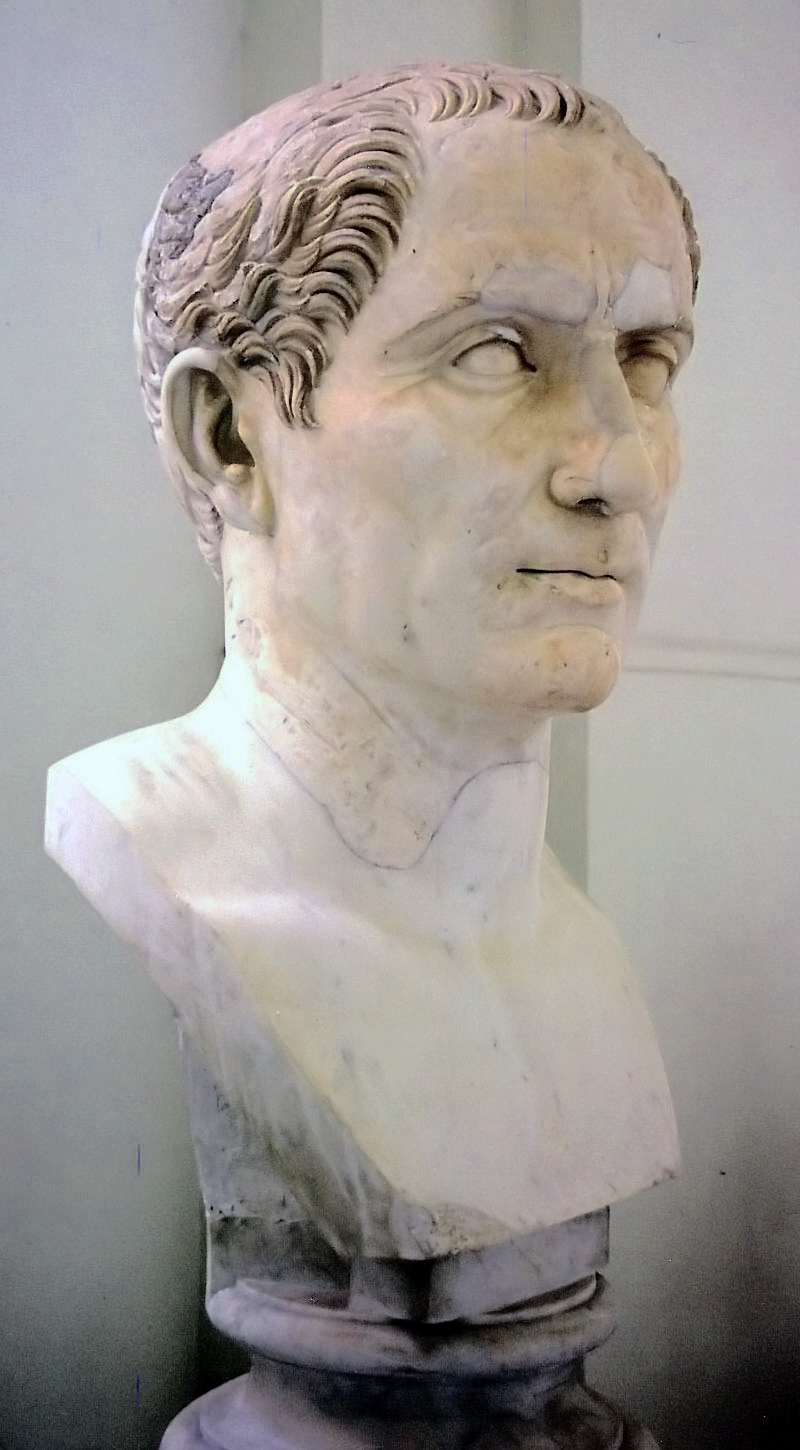
Cesare con il volto glabro

Il taglio della prima barba era presso i romani un vero e proprio solenne rito (depositio barbae) di iniziazione del passaggio dall'adolescenza alla giovinezza. La lanugo appena tagliata veniva conservata in una pisside, d'oro per i più ricchi come Trimalcione, di altri materiali per i meno abbienti, e offerta agli dei.
All'obbligo sociale di radersi potevano sottrarsi solo i filosofi e i soldati; anche gli schiavi erano costretti dal loro padrone di farsi radere da un tonsor pubblico o più economicamente da un servo della casa. Certo è che nessuno si radeva da solo: curiosamente si sono trovati molti rasoi risalente all'età preistorica o etrusca ma quasi nessuno dell'età romana: questo perché mentre quelli più antichi erano in bronzo e si sono conservati quelli romani erano in ferro e sono stati consumati dalla ruggine.
Questi rasoi in ferro, benché ci si sforzasse di affilarli il più possibile, venivano poi usati sulla pelle nuda del malcapitato senza alcun uso di sapone o altri unguenti: tutt'al più si spruzzava il viso da radere con dell'acqua. Rari erano i barbieri che non sfregiassero regolarmente i loro clienti tanto da essere celebrati dai poeti che come Marziale celebrano con un epitaffio il famoso tonsor Pantagato ormai defunto:
«...Per umana e leggera tu gli sia 

Terra, e lo devi, più leggera 

della sua mano d'artista non sarai»

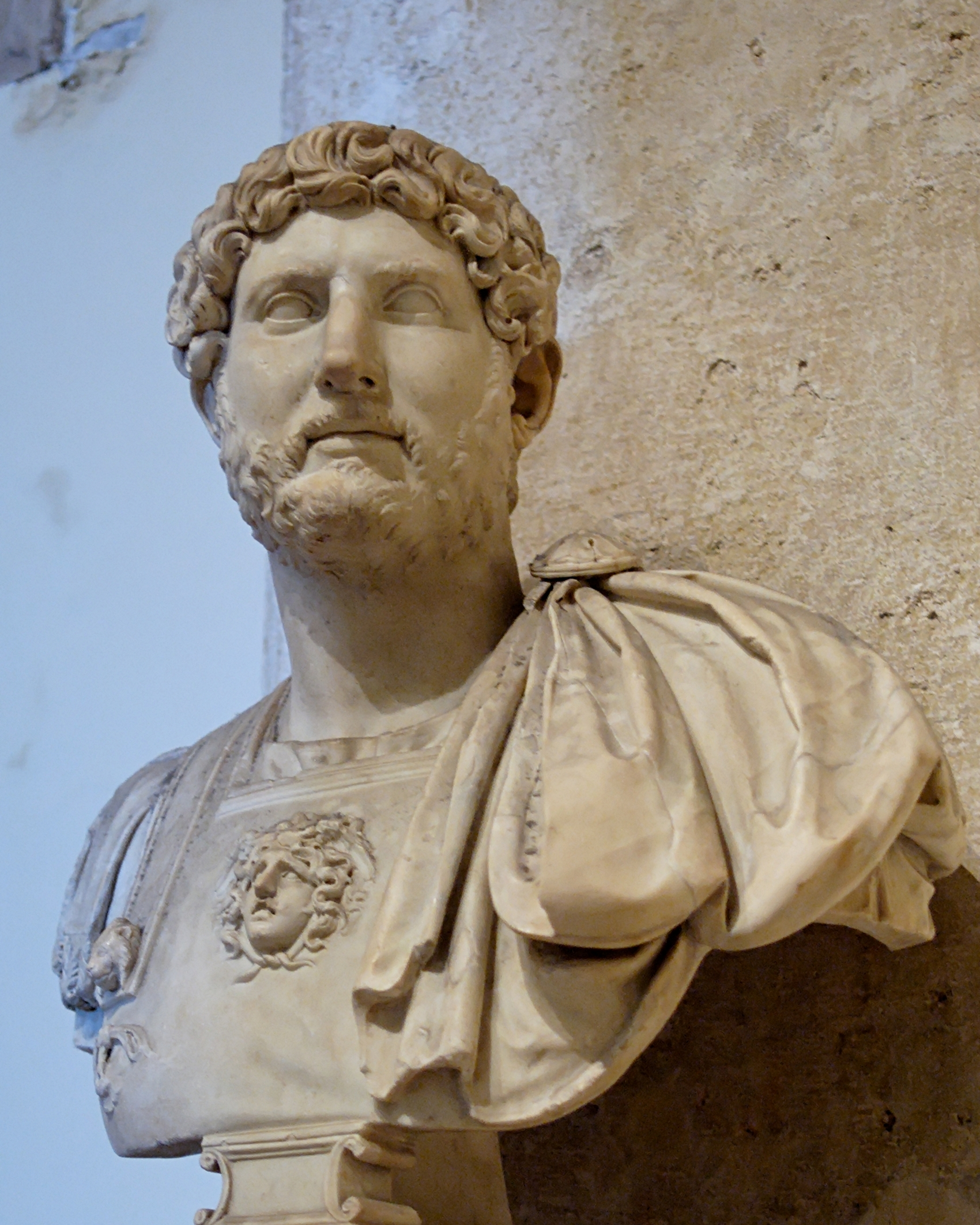
La barba e i capelli dell'imperatore Adriano

Ma per gli altri, che non fossero clienti di Pantagato, radersi era una sofferenza: vi erano barbieri lentissimi nella rasatura per non tagliare i loro clienti, tanto che Augusto nel frattempo poteva dedicarsi al suo lavoro scrivendo o leggendo, oppure così veloci che
«...Le stimmate che io porto sul mento

quante un grugno ne ostenta

di pugile in pensione, non mia moglie

me l'ha fatte, folle di furore,

con le sue ugne, ma il braccio

scellerato d'Antioco e il suo ferraccio...»
Il tormento della rasatura era tale che quando l'imperatore Adriano, all'inizio del II secolo, si dice per nascondere la brutta cicatrice di una ferita, si fece crescere la barba, la gran parte degli imperatori e del popolo romano lo imitò per i centocinquant'anni seguenti con profondo sollievo, senza alcun rimpianto per quella tortura che aveva sopportato per due secoli.

## La toilette della matrona

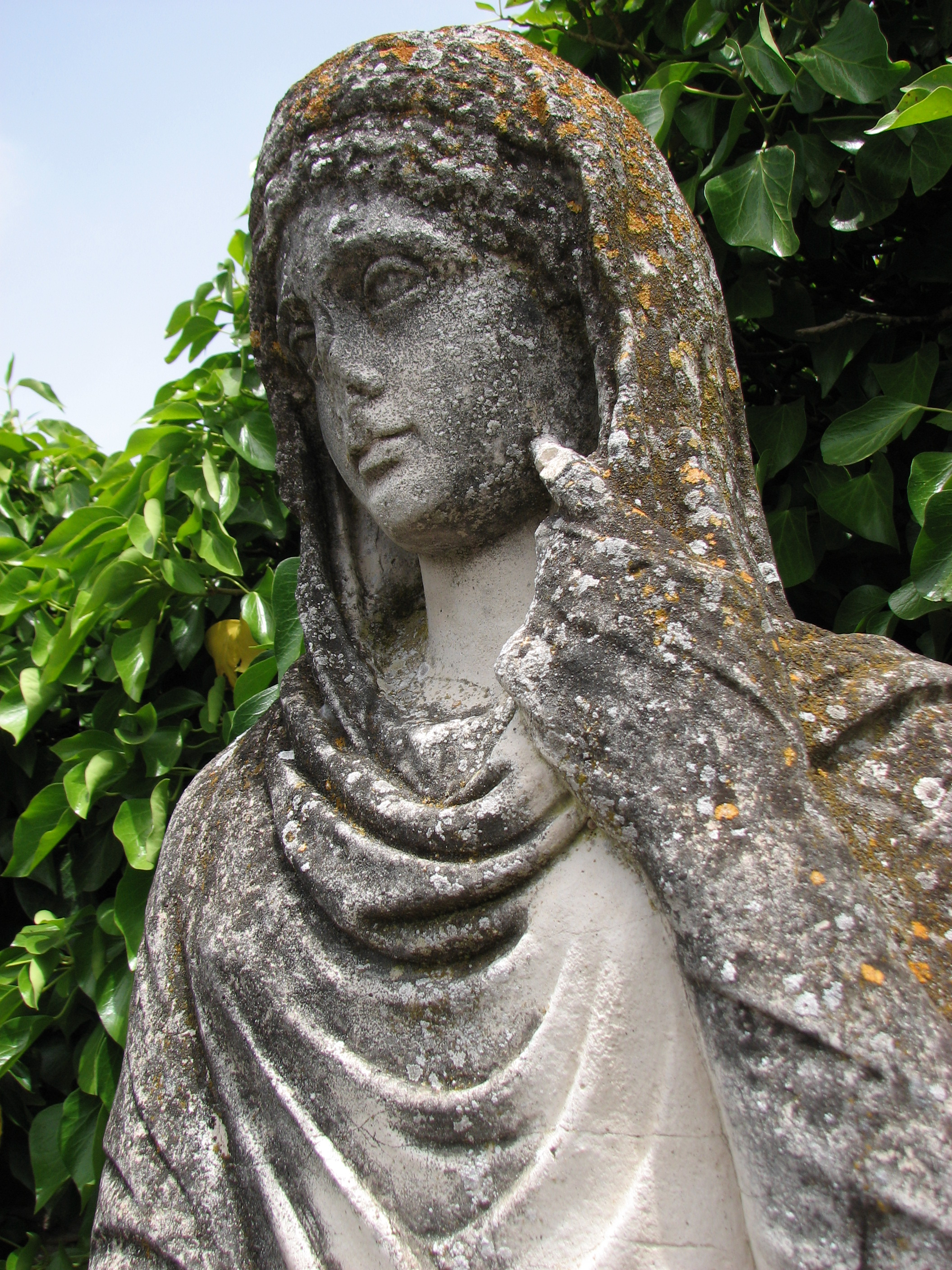
Matrona che indossa lamictus

L'antica signora romana, a meno che non si trattasse di cenacula di un'insula dove erano presenti più letti insieme, si svegliava nel lectus genialis, il letto matrimoniale, o più frequentemente nel letto di una camera separata da quella del marito. La gente che non disponeva di spazio nella propria casa, quindi quella di modeste condizioni, evidentemente preferiva il letto comune. Le persone di più elevato rango avevano a loro disposizione per sé soli una camera da letto dove godere della propria indipendenza. Insomma anche il letto serviva a distinguere le varie classi sociali. Trimalcione si vanta di possedere per suo uso di un'enorme camera da letto lontana, dice strizzando l'occhio e indicando la moglie, dal «nido di quella vipera» salvo poi lasciare disabitata la stanza per dormire assieme alla moglie.
Da sola o in compagnia, quando la matrona si svegliava compiva una serie di operazioni molto simili a quelle compiute dal marito al suo risveglio. Poiché quando era andata a dormire era praticamente vestita con il perizoma, la fascia del seno (strophium, mamillare) o la guaina (capetium) con una o più tuniche e, se particolarmente freddolosa, addirittura con il mantello, metteva i piedi nudi sul tappeto (toral) che faceva da scendiletto e dopo essersi sommariamente lavata, indossava l'amictus.

### L'acconciatura

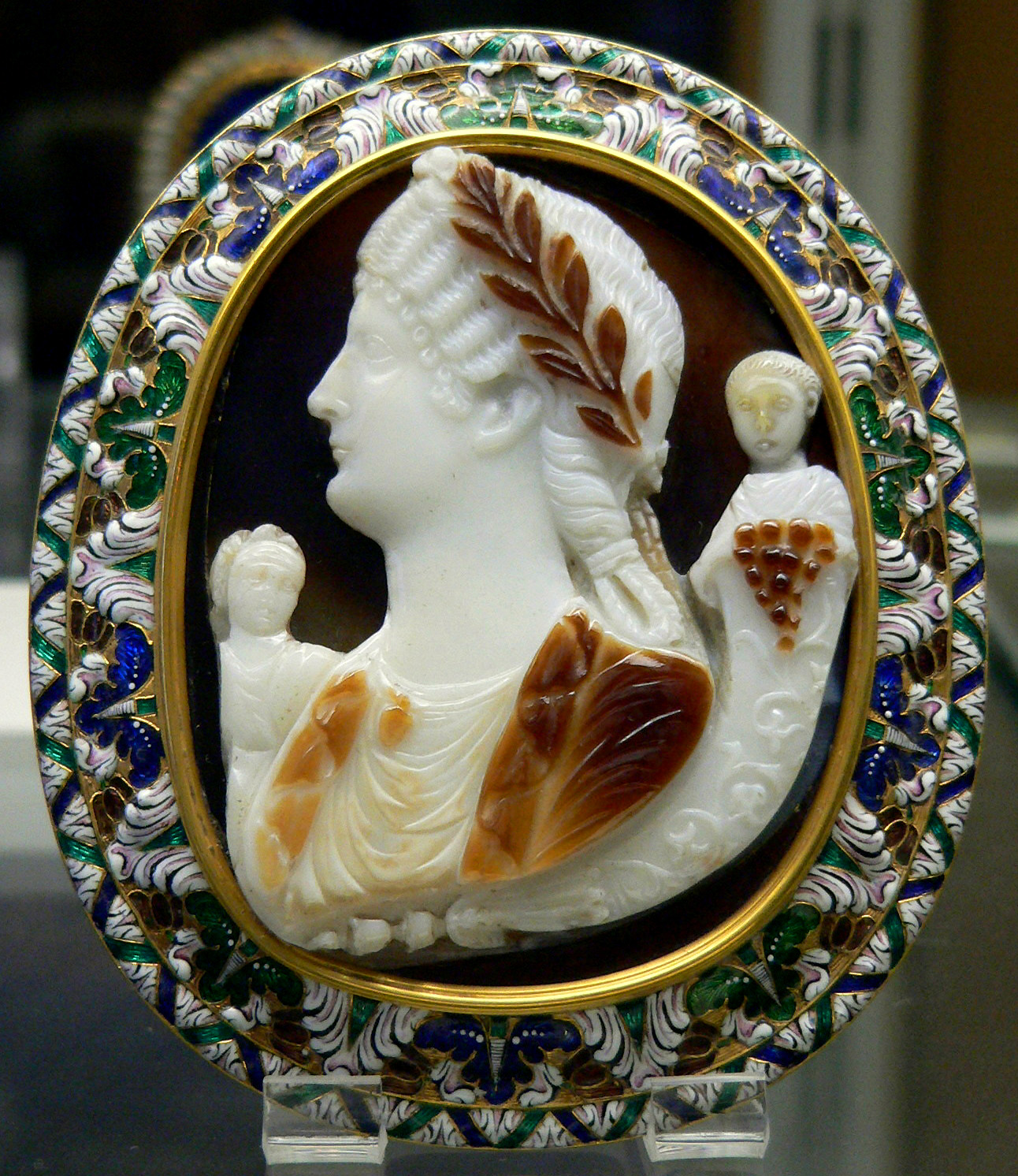
L'acconciatura a riccioli di Messalina

La signora aveva a sua disposizione catini, specchi di rame, d'argento o di vetro ricoperto di piombo e, se ricca, aveva addirittura una sua vasca da bagno (lavatio) potendo così fare a meno dei bagni pubblici. Poteva poi adornarsi con pettini, spille (fibulae), unguenti e gioielli. L'uso di questi oggetti presupponeva aver soddisfatto la prima necessità della matrona che era quella dell'acconciatura dei capelli.
Operazione questa molto complicata al tempo dell'impero. In epoca repubblicana la donna divideva semplicemente i capelli a metà con una scriminatura e poi li legava dietro la nuca oppure si faceva delle trecce raccolte in un cercine sulla fronte.

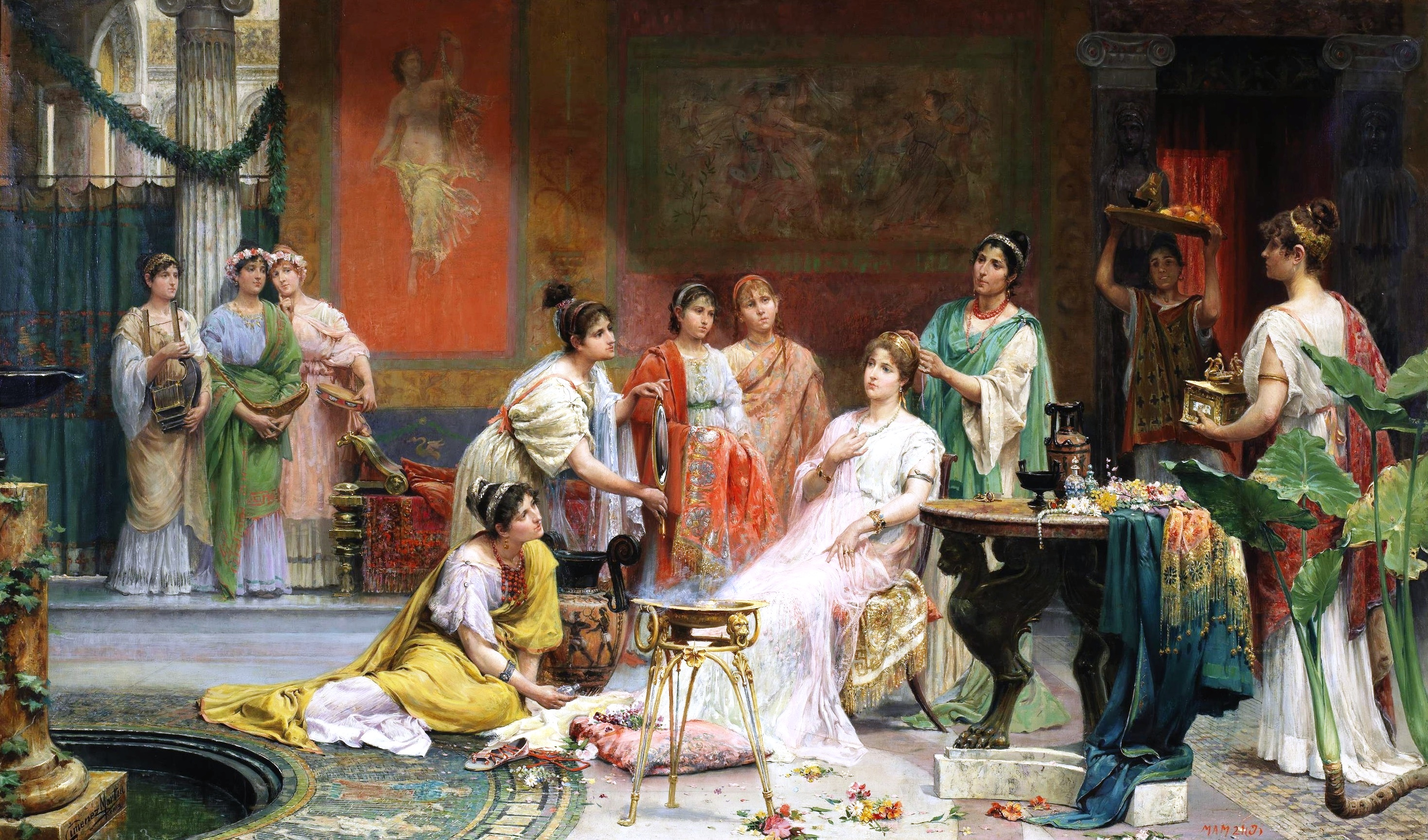
Un momento di vita quotidiana e tolettatura nell'antica Roma, con una matrona romana intenta a farsi acconciare i capelli da una schiava (dipinto di Juan Giménez Martín).

In tutta l'iconografia femminile al tempo dei Flavi le donne usano acconciare i capelli in complicatissimi riccioli e quando in seguito ci rinunciarono prevalse la moda di lunghe trecce disposte come torri sulla sommità della testa che non potevano non essere oggetto della presa in giro di poeti come Giovenale che evidenzia il contrasto tra una signora di bassa statura che ostenta sulla testa un'acconciatura più alta di lei.
Le matrone condividevano con i loro mariti le lunghe sofferenze che essi sopportavano per farsi radere dai tonsores ed esse per farsi acconciare dalle serve pettinatrici (ornatrices) che correvano il rischio molto presente di essere duramente punite se l'acconciatura non soddisfaceva la signora. Più fortunate quelle parrucchiere che rimediavano alla calvizie della padrona con posticci e parrucche, bionde o nere, come quelli di capelli veri fatti venire dall'India.

### Il trucco
Il lavoro della ornatrix non era limitato ai capelli: la signora doveva essere depilata e quindi truccata: di bianco sulla fronte e sulle braccia con gesso e biacca, di rosso su i pomelli e sulle labbra, con ocra o feccia di vino, di nero con fuliggine sulle ciglia e intorno agli occhi. Bottigliette e fiale in gran numero custodite dalla matrona nell'armadio della camera da letto e che ora li dispone su un tavolino assieme alla polvere di corno con cui si laverà i denti. Dopo l'opera delle serve che l'hanno "pitturata" la signora se ne va al bagno portando con sé tutto il "nécessaire" in un bauletto (capsa o alabastrotheca) per rifarsi dopo il bagno il variopinto trucco che disfarrà la sera prima di andare a letto.